# Enlinia jamaicensis
Enlinia jamaicensis är en tvåvingeart som beskrevs av Robinson 1975. Enlinia jamaicensis ingår i släktet Enlinia och familjen styltflugor.
Artens utbredningsområde är Jamaica. Inga underarter finns listade i Catalogue of Life.